# Língua dumi
Dumi é uma a língua tibeto-birmanesa, kiranti falada na área do rio Duth Kosi, confluência dos rios Tap e Rava em Khotang, região Sagamartha do Nepal

## Outros nomes
A língua é também chamada Dumi Bo’o, Dumi Bro, Lsi Rai, Ro’do Bo’, Sotmali.

## Dialetos
São quatro os dialetos do Dumi: Brasmi, Kharbari, Lamdija, Makpa. Exceto Makpa, que é mais divergente, os demais são similares às línguas Khaling [klr] e Koi [kkt]. 

## Similaridades
As similaridades léxicas avaliadas da língua são: 78% com a língua Lowa [loy]; 69% com Lhomi [lhm]; 68% com o tibetano de Lhasa, com o tibetano tradicional [bod], Walungge [ola] e Kyerung [kgy]; 67% com Nubri [kte]; 66% com Sherpa Helambu [scp]; 62% com Jirel [jul] e Sherpa [xsr] tradicional.

## Falantes
Os falantes estão em todas as faixas de idade, praticam tradicionais religiões da Ásia Oriental. Muitos falam também oa quase extinta língua bantawa. Já existe uma gramática da língua.
Seus falantes se localizavam e Sagarmatha, norte do distrito Khotango, no vale dos rios Rawakhola, Baksila, Saptesvara, Rava e Tap. Hoje devem ser poucos os falantes e estão concentrados na vila de Narung no oeste dessa região.

## Fonologia
|                |                | Labial | Dental | Lamino- alveolopalatal | Alveolar | Palatal | Velar | Labio-Velar | Glotal |
| -------------- | -------------- | ------ | ------ | ---------------------- | -------- | ------- | ----- | ----------- | ------ |
| Nasal Oclusiva | Nasal Oclusiva | m      |        |                        | n        |         | ŋ     |             |        |
| Plosivae       | não aspirada   | p b    | t̪ d̪    |                        | t d      |         | k ɡ   |             | ʔ      |
| Plosivae       | aspirada       | pʰ bʰ  | t̪ʰ d̪ʰ  |                        | tʰ dʰ    |         | kʰ ɡʰ |             |        |
| Africada       | Africada       |        |        | dz                     |          |         |       |             |        |
| Fricativa      | Fricativa      |        |        |                        | s        |         |       |             | h      |
| Vibrante       | Vibrante       |        |        |                        | r        |         |       |             |        |
| semivogal      | semivogal      |        |        |                        | l        | j       |       | w           |        |

|             | Anterior | Anterior | Central | Central | Posterior | Posterior |
| Curta       | Longa    | Curta    | Longa   | Curta   | Longa     |           |
| ----------- | -------- | -------- | ------- | ------- | --------- | --------- |
| Fechada     | i        | iː       | ɨ       |         | u         | u:        |
| Medial      | e        | e:       |         |         | o         | o:        |
| Meio-aberta | œ        |          | ə       |         |           |           |
| Aberta      |          |          | a       | a:      |           |           |
| Ditongos    | e:j əj   | e:j əj   | ai      | ai      | o:ə oj    | o:ə oj    |

## Escrita
A língua usa a escrita Devanagari